# Brabos
Brabos es un municipio y localidad española perteneciente a la provincia de Ávila, en la comunidad autónoma de Castilla y León. En 2024 contaba con una población de 35 habitantes.
Este municipio está formado por dos pueblos: Horcajuelo y Brabos.

## Geografía
Ubicación
La localidad está situada a una altitud de 994 m s. n. m.
| Noroeste: Sigeres           | Norte: Sigeres             | Noreste: Santo Tomé de Zabarcos |
| Oeste: Grandes y San Martín | Rosa de los vientos        | Este: Villaflor                 |
| Suroeste: Chamartín         | Sur: Gallegos de Altamiros | Sureste: Villaflor              |

## Demografía
Brabos cuenta con una población de 35 habitantes (INE 2024).
| Gráfica de evolución demográfica de Brabos entre 1842 y 2021 |
| |
| Población de derecho según los censos de población del INE. Población de hecho según los censos de población del INE.En este censo se denominaba Bravos: 1842. Entre el censo de 1857 y el anterior, crece el término del municipio porque incorpora a Horcajuelo. |

## Monumentos y lugares de interés
- Iglesia: Inmaculada Concepción.
- Ermita del Santo: Santa María del Cerro y San Miguel de Otero.
- Hogar del jubilado.
- Plaza Mayor.
- Fuente Antiguo Lavadero.

## Cultura

### Costumbres
- Comida popular de los vecinos del pueblo en vísperas de las fiestas patronales, en la que toda su gente suele juntarse para disfrutar de un buen día con sus paisanos.
- Subir a la Romería del Cerro Santo donde se procede a la misa en un principio y luego a su procesión. La gente de los pueblos de los alrededores suben a celebrar esta Romería y pasan allí el día.